# Comisión de Minería y Energía del Senado de Chile
La Comisión de Minería y Energía del Senado de Chile, corresponde a una de las comisiones permanentes del Senado de Chile, en la cual, cinco senadores formulan proyectos de ley referentes al tema del cual trata la comisión, en este caso, las políticas destinadas a fomentar la producción minera, el control de los recursos que éstas entregan al Estado, fomentar la producción industrial, regular los recursos energéticos, legislar sobre manejo de los recursos energéticos, entre otras mociones que luego son presentados en la sesión plenaria del Senado para su aprobación o rechazo de todos los senadores.

## Historia
Esta comisión se formó en 1896 bajo el nombre de Minería y Ventas del Salitre, destinada a legislar la producción y comercialización del mineral que se había adquirido en grandes cantidades tras la Guerra del Pacífico (1879-1883).[cita requerida]
En 1925, pasó a ser Comisión de Minería y en 1938 adoptó las temáticas de Energía sometiendo a legislación los mecanismos de producción de energías básicas durante el proceso de industrialización que vivió Chile durante los gobiernos radicales, conservando el nombre hasta la actualidad.[cita requerida]

## Integrantes
En el período legislativo 2022-2026, la comisión está integrada por:
| Miembro                   | Partido Político |
| ------------------------- | ---------------- |
| Loreto Carvajal           | PPD              |
| Juan Luis Castro González | PS               |
| José Durana               | UDI              |
| Rafael Prohens            | RN               |
| Esteban Velásquez         | FRVS             |
| Preside la comisión       |                  |